# كايو ريبيرو
كايو ريبيرو ديكوساو (بالبرتغالية: Caio Ribeiro Decoussau‏) ، من مواليد مدينة ساو باولو بتاريخ 16 أغسطس 1975 ، وهو لاعب برازيلي لكرة القدم، حصل على الكرة الذهبية في بطولة العالم لكرة القدم عام 1995 والتي أستضافتها دولة قطر.

## وصلات خارجية
- كايو ريبيرو على موقع قاعدة بيانات كرة القدم.إي يو (الإنجليزية)
- كايو ريبيرو على موقع بيانات كرة القدم. دي إي (الألمانية)
- كايو ريبيرو على موقع ناشيونال فوتبول تيمز (الإنجليزية)

- (بالبرتغالية) Player profile at ZeroZero.pt
- (بالبرتغالية) Player profile at Flapédia
- (بالبرتغالية) Player profile at SambaFoot.com
- (بالألمانية)

```
Player profile at Fußballdaten.de
```